# Johann Ludwig Casper
Johann Ludwig Casper (født 11 marts 1796 i Berlin, død 24. februar 1864 sammesteds) var en tysk læge.
Efter at have studeret ved forskellige universiteter blev han i 1825 ekstraordinær professor og råd i det Brandenburgske medicinalkollegium og 1839 ordentlig professor i Berlin. Casper fik betydning for retsmedicinens studium ved universitetet, idet han var en meget dygtig lærer, og fordi han stadig ledede undervisningen ud fra den forudsætning, at retsmedicinen ikke måtte skilles ud fra den øvrige videnskabelige medicin. Desuden beskæftigede han sig med medicinsk statistik og havde en stor praksis.